# PGC 13
PGC 13 je galaksija v ozvezdju Andromede. Njen navidezni sij je 14m. Od Sonca je oddaljena približno 65,6 milijonov parsekov, oziroma 213,96 milijonov svetlobnih let.